# Ederheim
Ederheim település Németországban, azon belül Bajorországban. Lakosainak száma 1109 fő (2023. december 31.).

## Népesség
A település népessége az elmúlt években az alábbi módon változott:
| Lakosok száma | 417  | 620  | 619  | 1005 | 1090 | 1119 | 1103 | 1144 | 1102 | 1109 |
|               | 1875 | 1950 | 1975 | 1987 | 2012 | 2014 | 2016 | 2017 | 2021 | 2023 |